# История книгопечатания в России

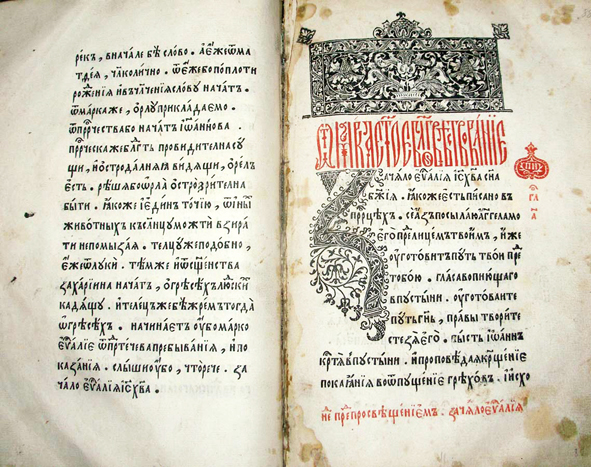
Евангелие. Москва, Анонимная типография. (ок.1553/1554) — первая московская печатная книга. В издании которого принимал участие Маруша Нефедьев

## Первые церковнославянские издания
Уже в книгах «Октоих» (1491), «Часословец», «Триодь постная» и «Триодь цветная», изданных в польском городе Краков немцем из Франконии Швайпольтом Фиолем, встречаются особенности русской редакции церковнославянских книг; в месяцеслов помещены имена русских святых.
Следующая славянская типография была основана в Черногории, в городе Ободе, где в 1494 году священником Макарием был отпечатан «Октоих первогласник»; там же в 1495 году отпечатана «Следованная псалтирь»; по некоторым данным можно предположить, что Ободская типография была основана в начале 1480-х годов, то есть является первой славянской типографией. Позже Макарий перевёл свою деятельность в Угро-Валахию (ныне Румыния), где в 1512 году напечатал Евангелие.
В 1493 г. основана славянская типография в Венеции; первая книга, напечатанная там, — Часослов (печатник Андрей Торесанский).
В 1517 г. полочанин Франциск Скорина основал типографию в Праге: первые выпущенные ей книги — Псалтирь и Библия на «старобелорусском языке» (с гравюрами). За время с 1517 по 1519 год Скорина напечатал в Праге 24 переведённые им библейские книги. В 1519 году он прекратил свою деятельность в Праге и возобновил её в 1521 году в Вильно, где в 1522 году напечатал «Малую подорожную книжицу» (заключает в себе псалтирь, часослов, акафисты и святцы краткие), считающуюся первой печатной книгой, появившейся на свет на территории бывшего СССР. Там же в Вильно в 1525 году Франциск Скорина напечатал «Апостол». Издания Скорины отличаются красотой и изяществом.
В 1519 году в Венеции возникает типографская деятельность сербского воеводы Божидара Вуковича; первая напечатанная им книга — Служебник.
В XVI веке для печатания книг на церковнославянском языке были основаны типографии в Кракове, Терговище (1547).
Почти одновременно с кириллическими началось печатание и глаголических книг. В 1507 году в городе Сене (в Далмации) напечатана книга «Počinu miraculi slavne dêve Marie»; в том же веке в Венеции и в Реке напечатано несколько изданий глаголического миссала (служебника) и часослов. В первые века распространения книгопечатания у славян, как и на западе Европы, «друкари», или «печатники», часто бывали переводчиками и авторами книг, руководителями общественных движений.

## Восточнославянское книгопечатание второй половины XVI — начала XVII века
Во второй половине XVI века в Великом Княжестве Литовском открываются типографии в Бресте (1553), Несвиже (1562), Заблудове (1568), Вильне и Львове (1574), Остроге (1578), Стрятине (1599) и др.
Иван Фёдоров и Пётр Мстиславец (бывшие московские первопечатники, см. ниже), уехав из Москвы, по приглашению великого гетмана ВКЛ Г. А. Ходкевича в его имении Заблудове (в 14 верстах от Белостока) открывают типографию и в 1569 году издают «Евангелие учительное». После Люблинской унии (1569) и возросшего давления католического духовенства Г. А. Ходкевичу пришлось отказаться от поддержки кириллического православного книгопечатания.
Для продолжения печатного дела Иван Фёдоров переселился во Львов, где устроил типографию и напечатал новое издание «Апостола» в 1574 году. По поручению маршалка Волыни К. И. Острожского Фёдоров отлил для острожской типографии шесть разной величины церковнославянских и греческих шрифтов. В 1581 году Иваном Фёдоровым была издана знаменитая Острожская Библия; текст её набран в 2 столбца; всё издание, в особенности в связи с аккуратным подбором шрифтов, считается образцовым для своего времени. Устроив Острожскую типографию, Фёдоров вернулся во Львов, но не смог выкупить свою типографию, заложенную перед отъездом в Острог; лишь после его смерти Львовское православное братство по желанию епископа Гедеона Балабана выкупило эту книгопечатную мастерскую, что стало основой для существовавшей до начала XX века Львовской ставропигиальной типографии.
Епископ Гедеон устроил в Галиции из части материалов Фёдорова ещё две типографии: в Стрятине (1599) и Клиросе (1606). Стрятинская типография была продана в 1616 году киево-печерскому архимандриту Елисею Плетенецкому и послужила основой типографии Киево-Печерской лавры; первые напечатанные в Киеве книги — «Часослов» (1616), «Вѣзерунк цнот превелебного… Елисея Плетенецкого» (Александр Митура, 1618), «Анфологион» (1619).
Мстиславец в Вильно обустроил типографию Мамоничей. Он печатает «Евангелие» (1575) на церковнославянском языке, «Псалтирь» (1576) и «Часовник» (между 1574 и 1576). Эти издания напечатаны с киноварью, крупным уставным шрифтом на основе великорусского почерка, в которую по требованиям местного произношения были введены юсы (буквы древнерусского алфавита, обозначавшие носовые гласные звуки). Эта азбука стала началом так называемых литургических евангельских шрифтов, которые в последующей церковной печати устраивались по её образцу. Издания были богато оформлены, напечатаны на хорошей бумаге, крупным шрифтом, с орнаментом и гравюрами, украшены ягодами, лопнувшими гранатовыми яблоками, шишками, извивающимися стеблями. Впоследствии в типографии работал ученик Ивана Фёдорова, художник и гравёр Гриня Иванович.
В начале XVII века славянские типографии существовали в Свято-Троицком Дерманском монастыре (1601, ныне в селе Дермань Вторая в Ровенской области Украины), Угорцах (село в Галиции), Минске, селе Четвертне (на Волыни). С 1625 года существовала типография в Стокгольме, печатавшая книги для пропаганды протестантства в Москве; с той же целью печатались славянские книги в Тюбингене, где славянская типография существовала ещё в XVI веке.

## Зарождение книгопечатания вРусском государстве
Первой печатной книгой Русского государства долго считался отпечатанный Иваном Фёдоровым и Петром Мстиславцем (учениками датского книгопечатника Ганса Мессингейма, выписанного в Россию датским королём Кристианом III по просьбе Ивана Грозного) «Апостол» 1564 г., в послесловии которого основание типографии в Москве отнесено к 1553 г. Однако сохранился ряд книг, напечатанных без выходных данных, созданных ранее «Апостола» 1564 года. Одна из них — Евангелие «Анонимной типографии» около 1555 года издания, содержит вкладную запись от 1561 года. Две других — Евангелие и Постная Триодь — напечатаны одинаковым шрифтом, близким к шрифту «Апостола» 1564 года; в одной из них есть вкладная от 1562 года.
Мнение о том, что данные книги южнославянского или западнорусского происхождения, не выдерживает проверки по лингвистическим и текстологическим данным, согласно которым определённо являются изданиями московского происхождения. Сохранилось несколько рукописей, главным образом Евангелий, с чрезвычайно редкими особенностями: их заставки не написаны, а отпечатаны гравировальными досками; одна из таких книг написана в 1537 г., что позволяет отнести к первой половине XVI в. если не существование первой московской типографии, то по крайней мере изготовление для неё различного оборудования и приобретения материала, в том числе гравировальных досок. Хотя книгописным делом занималось большое количество переписчиков, изготовлявших рукописи для продажи и пользования, они не могли удовлетворить всё возраставший спрос на книги. Об этом знали и за границей: тюбингенские типографы, предпринимая в XVI столетии печатание славянских книг, рассчитывали на сбыт в разных славянских странах, ставя на первый план русских.
С другой стороны, появление книгопечатания в Москве было вызвано необходимостью иметь исправленные книги, так как переписчики обыкновенно относились небрежно к исправности текста. Стоглавый собор постановил, что священникам должно исправлять богослужебные книги, в которых замечены ошибки. Строго запрещалась продажа книг неисправленных; если оказывалось, что продавалась книга заведомо неисправленная, то предписывалось «те книги имать даром, без всякого зазору», а исправивши, отдавать в церковь, которая имеет недостаток в них. Все эти меры оказывались недостаточными, и цель основания типографии, как видно из послесловия к «Апостолу» 1564 г., заключалась именно в том, чтобы «впредь святыя книги изложилися праведне». Первая устроенная по инициативе Ивана Грозного типография была оборудована, судя по шрифту и чистоте печати, очень богато. Для типографии построили здание рядом с Никольским греческим монастырём, где позднее был расположен Московский печатный двор. Издатели первой напечатанной здесь книги имели на руках немало славянских списков разных редакций и внесли в текст списков, бывших в то время во всеобщем употреблении, много новых исправлений; редакции эти в большей части случаев удачны и более всех известных нам списков приближают славянский перевод апостольского текста к принятому ныне.

### «Апостол»

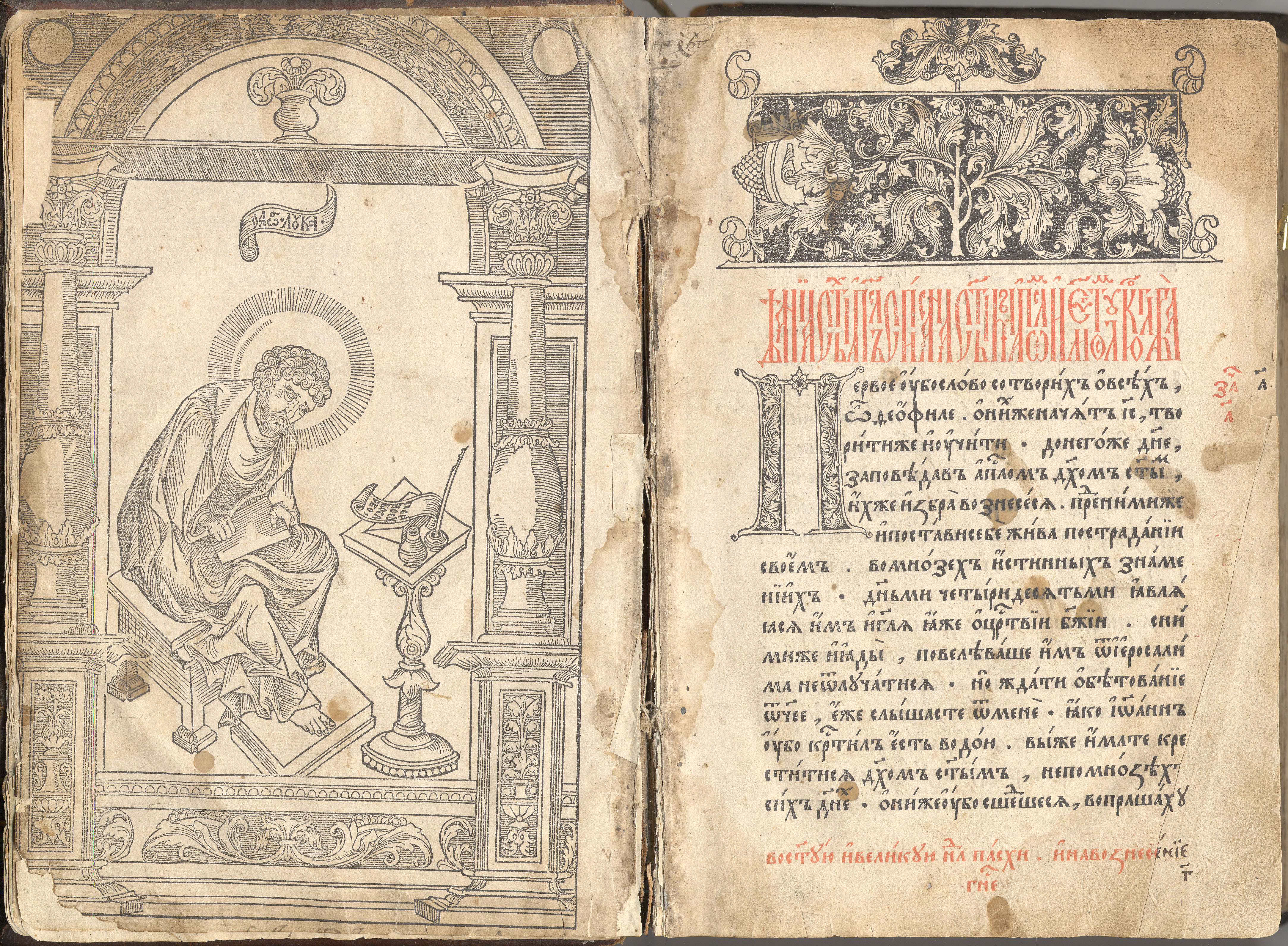
Московский Апостол.

Экземпляр «Апостола», как величайшая библиографическая редкость, хранится в Российской национальной библиотеке, в серебряном окладе, на особом аналое. «Апостол» напечатан с чистотой, отчётливостью и изяществом на клееной бумаге, в лист малого формата, на 267 листах, азбукой одной меры и одного рисунка, взятой с крупного полууставного письма XVI в. Буквы её соразмерны одна другой и благодаря правильной отливке имеют в боках равномерное друг к другу расстояние, везде составляют ровную прямую строку.
По примеру рукописей вместе с чернилами употреблена и киноварь: ей отпечатаны оглавления, прибавочные в конце статей строки, а внутри текста — прописные буквы и заступающие их место строчные, также вставки и др. подразделения текста. Полная страница — 25 строк. Предречий, или кустодов, внизу страниц нет. При заключении большей части статей строки, постепенно укорачиваясь, образуют нисходящий угол, заканчивающийся точкой.
Важный недостаток набора первопечатного «Апостола» состоит в несоразмерности промежутков, отделяющих одно слово от другого; часто встречаются по нескольку слов, напечатанных без всяких разделений. Этот недостаток искупается весьма многими достоинствами, которыми не всегда отличаются последующие издания. Набор свёрстан чрезвычайно тщательно, строки на протяжении всей книги представлены безукоризненно прямыми линиями; приводка киноварных инициалов и строк к чернильным, за редким исключением, чётко подогнана; оттиск на всех страницах равномерен и лёгок.
В подражание рукописям «Апостол» напечатан с украшениями, оттиснутыми с резных обронных (выпуклых, рельефных) досок. Оформление— вязь, инициалы, заставки и гравюра евангелиста Луки; орнаментика книги итальянского происхождения и восходит к стилю, переходному от готики к Возрождению.

## Черниговская типография
В 1679 г. архиепископ черниговский Лазарь Баранович основал типографию в Новгороде-Северском, а потом перевёл её в Чернигов. Типография была основана Барановичем на собственные средства, обошлась в 4000 золотых и предназначалась главным образом для печатания его собственных сочинений. Эта типография впоследствии называлась Свято-Троицкой.

## Дальнейшее развитие книгопечатания

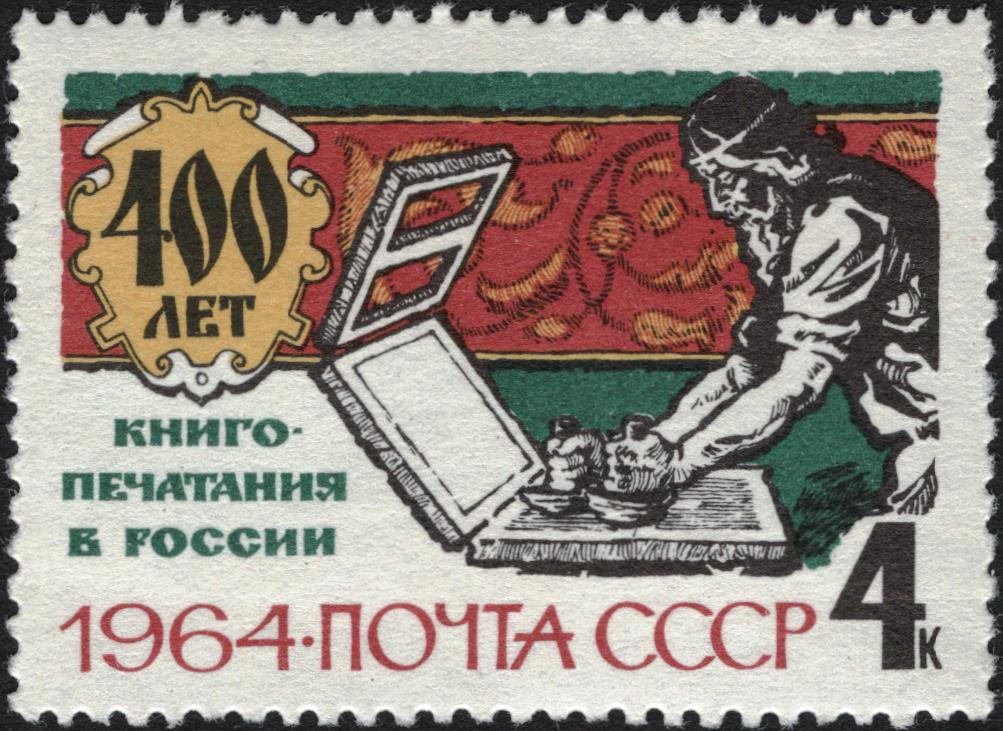
Почтовая марка СССР, 1964 год. 400-летие книгопечатания в России. В русской типографии XVI века.

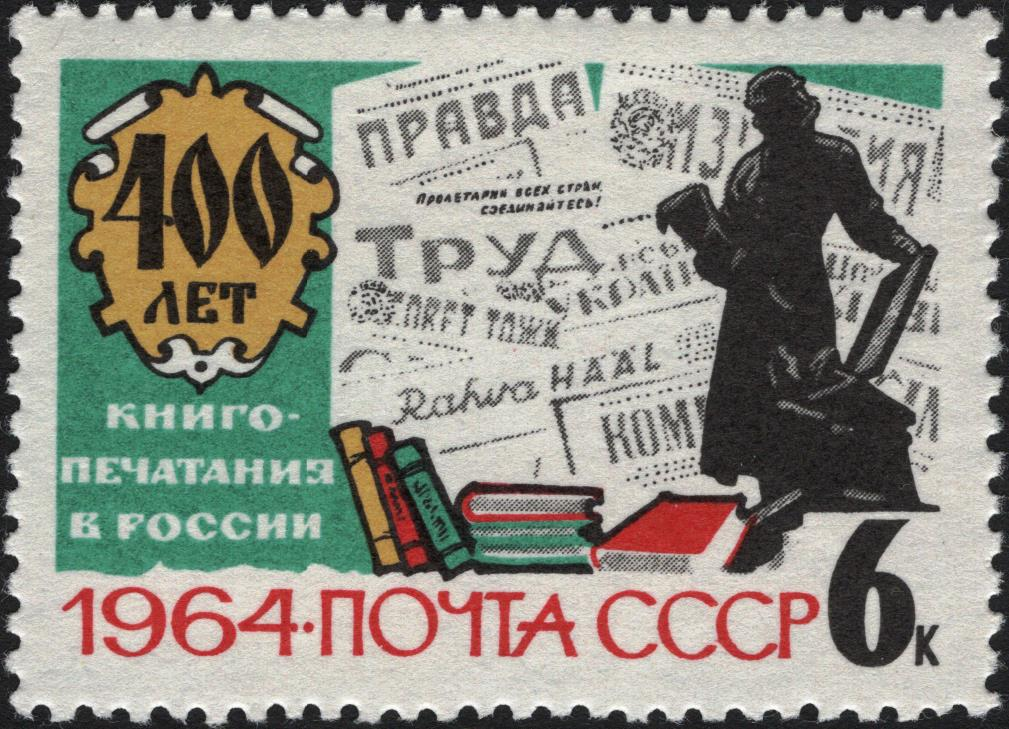
Почтовая марка СССР, 1964 год. 400-летие книгопечатания в России. Памятник Ивану Фёдорову в Москве. Книги и газеты.

В 1565 г. первопечатники выпускают в свет два издания «Часовника», который использовался на Руси для обучения грамоте, а после попав в опалу Ивана Грозного, вынуждены были покинуть Москву и перебраться на территорию Великого Княжества Литовского. После отъезда первопечатников в 1568 г. напечатана «Псалтирь учебная» Никифором Тарасьевым и Андроником Тимофеевым Невежею, учеником Ивана Фёдорова; книга напечатана той самой полууставной азбукой, что и «Апостол». Царь Иоанн Васильевич, переселившись в Александровскую слободу, взял с собой Андроника Тимофеева, которым там была устроена небольшая типография; в этой типографии были изданы «Псалтырь» 1577 г. и «Часовник» (около 1577 г.), . Таким образом, при Иване IV отпечатаны всего пять изданий: «Апостол», два «Часовника» и две псалтири.
Непрерывно стали печататься в Москве книги лишь с учреждением патриаршества (1589); первой книгой, вышедшей из возобновлённой московской типографии, была «Триодь постная» (1589). В первые 14 лет патриаршества Иова печатным делом заведовал тот же Невежа († 1602), выпустивший за это время 14 различных изданий, которые и по орнаментике, и по шрифту схожи с изданиями Ивана Фёдорова. Ту же первопечатную азбуку и те же украшения употреблял и сын Невежи, Иван Андроников Невежин, бывший печатным мастером с 1603 г. до литовского нашествия. В то же время в Москве было ещё два мастера: Онисим Михайлов Радищевский Волынец и Аникита Фофанов Псковитин. Последний во время польской интервенции в годы Смуты бежал в Нижний Новгород и основал там типографию, где печатал Псалтири и Часовники; при Михаиле Фёдоровиче он вернулся в Москву. В царствование Михаила Романова московская типография устроилась окончательно (около 1620 г.). Книги, вышедшие из московской типографии в XVII в., были за редким исключением исключительно богослужебные, полемические и Священного Писания; замечательным изданием была Библия 1663 г. Исключение составляли две книги учебного характера: азбука Бурцева (первое издание в 1634 г.) и перепечатка грамматики Смотрицкого; затем, в 1647 г., напечатано «Учение или хитрость ратного строения пехотных людей» (с рисунками) и, наконец, в 1649 г. «Уложение», изданное по повелению царя Алексея Михайловича. В начале XVII в. при Печатном дворе была создана Прави́льная палата, имевшая цель редактировать и приготовлять тексты книг к печати. Однако и в печатных книгах появлялись в связи с невежеством правщиков новые ошибки, а иногда и умышленные искажения; так, в 1633 г. патриарх Филарет приказал отобрать из всех церквей и монастырей церковный Устав, напечатанный в 1610 г., и прислать в Москву для сожжения на том основании, что те уставы печатал «вор, бражник, чернец Логин… и многие в тех уставах статьи напечатаны не по апостольскому и не по отеческому преданию, своим самовольством». При патриархе Иоасафе (1634—1640) типография была расширена (с 7 станков на 12); церковных книг напечатано больше, чем при Филарете, почти без всяких изменений. Из лиц, занимавшихся печатанием книг, особенно известен Василий Фёдорович Бурцов-Протопопов, подьячий патриаршего двора. При патриархе Иосифе книгопечатное дело продолжает расширяться. При Иосифе, кроме повторения прежних изданий, напечатаны, между прочим, два сборника, приобретшие большой почёт в расколе: в 1644 г. — «Кириллова книга» (одно из слов Кирилла, архиепископа иерусалимского), а в 1648 г. — «Книга о вере», игумена Нафанаила. Главными деятелями печатного дела во время Иосифа были: ключарь Успенского собора Иван (в монашестве Иосиф) Наседка и протопоп черниговского собора Михаил Рогов. В начале 1660-х годов, при патриархе Никоне, начальником печатного двора был келарь Троицко-Сергиевского монастыря Арсений Суханов; он принимал деятельное участие в исправлении книг. Техника в московской типографии в конце XVII в. стояла невысоко. Сохранились сведения о стоимости печатания книг в конце XVII в.; в 1694 г. напечатана книга: «службы и житие Николая Чудотворца», по заводу 1200 книг, а обошлась в 334 руб. 6 алт. 4 деньги. В том же году напечатан часослов в количестве 4800 книг, печатался с 5 марта по 23 июня и обошёлся в 939 руб. 20 алт.; экземпляр продавался по 8 алт. 2 деньги. С января по август печаталось Евангелие напрестольное в количестве 1200 книг; обошлось в 1784 руб.; книга продавалась по 1 руб. 20 алт. Святцы, в количестве 7200 шт., печатались с 2 августа по 20 октября; обошлись в 427 руб. 14 алт. 4 деньги; книга продавалась по 3 алт. 2 деньги.

## Во времена Петра Великого
В 1700 г. купец Ян Тессинг устроил по желанию Петра типографию в Амстердаме и получил грамоту, по которой ему дозволялось привозить к Архангельску и в другие города чертежи, книги и портреты («персоны») «повальною торговлей с платежом указанных пошлин, время с настоящего (1700) года вперёд на 15 лет». В 1708 г. эта типография была отослана в Россию, но по дороге попала в руки шведов, которые начали печатать разные воззвания к русскому народу. В 1698 г. Илья Копиевский напечатал в Амстердаме по приказанию Петра I «Краткое собрание Льва миротворца, августейшего греческого кесаря, показующее дел воинских обучение»; в 1701 г. в типографии Копиевича напечатана «Книга учащая морского плавания». Тем же шрифтом напечатано между 1705 и 1735 г. несколько русских книг в Штольценберге, Кёнигсберге и Галле. В Амстердаме же Пётр I заказал новый гражданский шрифт, который вошёл в употребление с 1708 г. Первые книги, напечатанные гражданским шрифтом, считаются теперь библиографической редкостью; это произошло от того, что в 1752, 1769 и 1779 гг. накопившиеся издания прежних годов употреблялись для очищения места в конторе синодальной типографии, на обёртки вновь выходящих книг. При Петре I московский печатный двор поступил в заведование начальника монастырского приказа, а типография находилась в заведовании справщика (потом директора) Фёдора Поликарпова.

## Петербург
В 1711 году была основана первая типография в Петербурге (впоследствии синодальная типография); директором был назначен Михаил Аврамов; первым её трудом, вероятно, была «Реляция сего Апреля 11 дня», напечатанная гражданским шрифтом, в 3 нумерованные страницы, и помеченная «11 мая 1711 г. в Санкт-Петербурге»; первые мастера были из Риги и Ревеля. С 1717 г. в типографии трудились два брата голландца, Иван и Вильям Купи, обучавшие и русских учеников. Первая книга, вышедшая из петербургской типографии, была «Книга Марсова» (1 января 1713). До 1721 года петербургская типография находилась в ведомстве Оружейной канцелярии, а в 1721 году все типографии духовного ведомства (в Петербурге, Москве, Чернигове, Киеве) были переданы в ведение Священного Синода. При Петре I в Петербурге были ещё типографии при сенате и Морской академии, печатавшие только указы царя, и при Александро-Невском монастыре (основанном в 1720), где печатались узаконения по духовному ведомству, проповеди Феофана Прокоповича и другие духовные книги; первая напечатанная там книга была «Первое учение отроком» (1720), составленная Прокоповичем. Выходившие с 1703 года «Ведомости о военных и иных делах» печатались первоначально в Москве, а затем то в Петербурге, то в Москве; шрифт употреблялся для них с 1710 года большей частью гражданский, а с 1717 — исключительно гражданский, кроме реляций о военных действиях. В 1727 году была учреждена типография при Академии наук, и в том же году повелено было друкарням в Петербурге быть в двух местах: для печатания указов — в Сенате, а для печатания исторических книг — при Академии, синодальную же и Александро-Невскую перевести в Москву. В 1747 году при Академии наук были устроены две типографии: одна для печатания книг на иностранных языках, другая — на русском.

## Киев
В 1753 г. заведена была типография при Киевской митрополии; книгопечатание в Киеве достигло тогда высокого уровня: изданная там в 1758 г. Библия считается[кем?] по художественному выполнению первой по настоящее время.

## Вторая половина XVIII века
- 1756 — учреждена типография при Московском университете,
- 1757 — основана типография при Сухопутном кадетском корпусе; в том же году приказано было не брать пошлин с свинцовых литер, выписываемых из-за границы.
- 1759 — основана типография при артиллерии и фортификации;
- 1761 — основана особая типография при сенатской для печатания книг, переводимых Волчковым; в 1762 г. — при военной коллегии.
- 1763 — вновь открыта в Петербурге типография при Священном Синоде, просуществовавшая до 1767 г., а затем возобновлённая в 1774 году и существующая до настоящего времени.
- 1775 — открылась типография при Горном корпусе, где печатались преимущественно драматические произведения императрицы Екатерины II, с роскошными гравюрами.

### Отмена государственной монополии на печатное дело
- 1771 — отменена монополия содержания типографий казной, и дана привилегия иноземцу Гартунгу на заведение в Петербурге «первой вольной типографии», но с ограничением: печатать только иностранные книги и объявления.
- 1776 — Вейтбрехту и Шнору выдана привилегия для печатания в Петербурге книг на иностранных и русском языках;
- 1778 — Шнору разрешено завести в Твери вольную типографию;
- 1779 — заведена типография при училище бомбардирской роты Преображенского полка;
- 1783 — заведена типография в Москве при архиве иностранных дел;
- 1783 — 24 января разрешено заводить типографии во всех городах империи с освидетельствованием печатных книг управами благочиния. В том же году основана типография при Петербургском губернском правлении.
- 1785 — основана типография при Московском губернском правлении; в Петербурге учреждена казённая типография для татарской, арабской и чувашской печати, с четырьмя станами; в ней отпечатаны три издания Корана, по 1200 экземпляров (вторая типография для восточных языков была открыта в Казани в 1800—1801 гг.).
- 1786 — разрешено Главному управлению училищ устроить свою типографию, с запрещением перепечатывать учебные книги и ландкарты без его дозволения.
- 1787 — разрешено Киевской академии завести городскую типографию.
- 1790 — позволено учредить в Могилёвской губернии типографию для печатания еврейских духовных книг.

Из всех указанных типографий наибольшее значение в истории просвещения имеет московская университетская, именно за время 1779—1789 годах, когда арендатором её был Новиков.

## XIX век

### Губернские типографии
Вольные типографии, запрещённые указом 16 сентября 1796 года, были вновь разрешены в 1802 году. В конце XVIII века и в начале XIX во многих губернских городах существовали уже типографии, большей частью при губернских правлениях. Было даже несколько типографий в великорусских сёлах: в с. Пехлеце Ряжского уезда (где печатал Новиков), в с. Казинке Козловского уезда (И. Г. Рахманинов, переводчик Вольтера) и в с. Разуваевке Инсарского уезда (Н. Е. Струйский). Для Сибири первая типография открыта в 1789 г. в Тобольске В. Корнильевым.
У князя Потёмкина была походная типография, напечатавшая 6 книг на русском, французском, латинском и греческом языках. В Клинцах существовала в XVIII в. старообрядческая типография; большая часть напечатанных там книг выпущена без означения года и места печатания или с ложным означением города — Варшавы, Гродно и др.
В XIX веке печатное дело в России быстро растёт; к концу XIX века почти нет города, где не было бы типографии.

### Печатное дело в России по состоянию на 1897 год
Всех заведений печатного дела (типографий, литографий, металлографий, ксилографий, фототипий, фотоцинкографий и отдельных ручных типографских и литографских станков (например, при войсковых частях) к 1 января 1897 г. в Российской империи (без Финляндии) было 1958, в том числе в Петербурге 255, Москве — 212, Варшаве — 143, Вильне — 22, Киеве — 22, Одессе — 55, Казани — 15, в губерниях: Харьковской — 29, Тифлисской — 54, Полтавской — 36, Петроковской — 44, Пермской — 37, Орловской — 34, в Области Войска Донского — 41, Нижегородской — 30, Лифляндской — 49, Волынской — 27. Не имеют вовсе заведений печатного дела Кубанская, Кутаисская, Эриванская и Иркутская губернии, Амурская, Тургайская, Сыр-Дарьинская, Самаркандская, Ферганская, Закаспийская и Якутская области и Амударьинский отдел. По одному заведению имеют Семипалатинская и Карсская области; по три — Сувалкская, Олонецкая, Оренбургская губернии; Забайкальская, Дагестанская и Уральская области; по четыре — Акмолинская, Елизаветпольская, Седлецкая, Ставропольская губернии (неверная информация — в Ставропольской губернии было к этому времени 12 типографий и литографий).

### Школы обучения типографскому делу
Технические школы для подготовления типографских мастеров обыкновенно имеют трёхлетний курс, с отделениями для наборщиков и печатников; проходятся в них история и техника печатного дела и родственных ему графических искусств, новые языки, бухгалтерия, стенография, арифметика, рисование и др. Эти школы обыкновенно содержатся или городами, или союзами типографщиков; занятия происходят большей частью по вечерам. Такие школы существуют в Берлине, Лейпциге, Дрездене, Вене, Париже, Лондоне и др. городах. При Лейпцигской академии искусств основано в 1891 г. отделение для типографов, с четырёхлетним курсом; проходится типографское рисование, учение о стиле и орнаментах. В Париже с 1889 г. существует муниципальная школа печатного дела под названием Ecole municipale Estienne des industries du livre, с четырёхлетним курсом; принимает интернов и экстернов. В России школы печатного дела существуют в Петербурге: первая русская школа печатного дела Императорского Русского технического общества, основанная в 1884 г., и школа при типографии А. С. Суворина. В первой курс двухлетний; кроме того, имеется приготовительный класс. Занятия происходят по вечерам. Предметы преподавания: Закон Божий, русский язык, история, арифметика, география, черчение, чтение печатного и рукописного текстов и техника печатного дела. Учащиеся должны состоять учениками типографий и быть не моложе 14 лет. За первое десятилетие обучалось всего 387 учеников, окончило курс 115 учеников. В 1895—1896 учебном году обучалось 81 ученика, кончило курс 9.